# 酸素欠乏危険作業主任者
酸素欠乏危険作業主任者（さんそけつぼうきけんさぎょうしゅにんしゃ）とは、労働安全衛生法に定められた作業主任者(国家資格)のひとつであり、酸素欠乏危険作業主任者技能講習または酸素欠乏・硫化水素危険作業主任者技能講習を修了した者の中から事業者により選任される。
また、主任者となるための技能講習を修了した者すなわち資格取得者のこと、あるいは資格そのものを指すこともある。

## 概要
- 労働安全衛生法に定める酸素欠乏症や硫化水素中毒にかかるおそれのある場所で作業を行う際に、中毒や欠乏にかかる事を防止し、傷病者への応急手当の為、法令に基づき酸素欠乏危険作業主任者を選任しなければならない。
- 法令上の対象は「第一種酸素欠乏危険作業＝酸素欠乏症となるおそれはあるが硫化水素中毒となるおそれはない場所での作業」、「第二種酸素欠乏危険作業＝酸素欠乏症かつ硫化水素中毒となるおそれのある場所での作業」の二つであり、「酸素欠乏症にはならないが硫化水素中毒にはなるおそれがある場所での作業」の区分は設けられていない。

### 技能講習の区分
- 酸素欠乏危険作業主任者技能講習

第一種酸素欠乏作業（酸欠のみ）において作業主任者として就業するために必要な資格。
- 酸素欠乏・硫化水素危険作業主任者技能講習

第二種酸素欠乏作業（酸欠＋硫化水素）において作業主任者として就業するために必要となる資格。
労働安全衛生法第76条の改正により2004年4月1日以降、技能講習の名称が変更になっている。選任可能な作業主任者と現旧講習の対応関係は次の通りである。
| 作業主任者         | 現講習                                   | 旧講習（2004年3月以前）              |
| ------------------ | ---------------------------------------- | ------------------------------------ |
| 酸素欠乏           | 酸素欠乏危険作業主任者技能講習           | 第一種酸素欠乏危険作業主任者技能講習 |
| 酸素欠乏、硫化水素 | 酸素欠乏・硫化水素危険作業主任者技能講習 | 第二種酸素欠乏危険作業主任者技能講習 |

## 受講資格
- 制限はなし。（ただし18歳に満たないものは酸素欠乏危険業務での就労や、作業主任者として選任できない[4]。）

## 技能講習
- 都道府県労働局長登録教習機関により定期的に行われている。
- 既に酸素欠乏危険作業主任者技能講習を修了している者は、酸素欠乏・硫化水素危険作業主任者技能講習を受講する場合に重複する学科・実技が免除される。

### 講習科目
酸素欠乏危険作業主任者技能講習（旧一種）
- 学科

1. 酸素欠乏症及び救急蘇生法に関する知識（2時間）
2. 酸素欠乏の発生原因及び防止措置に関する知識（3時間）
3. 保護具に関する知識（2時間）
4. 関係法令（2時間）
5. 学科修了試験

- 実技

1. 救急蘇生の方法（2時間）
2. 酸素濃度の測定方法（1時間）
3. 実技修了試験

酸素欠乏・硫化水素危険作業主任者技能講習（旧二種）
- 学科

1. 酸素欠乏症、硫化水素中毒及び救急蘇生法に関する知識（3時間）
2. 酸素欠乏、硫化水素の発生原因及び防止措置に関する知識（4時間）
3. 保護具に関する知識（2時間）
4. 関係法令（2時間30分）
5. 学科修了試験

- 実技

1. 救急蘇生の方法（2時間）
2. 酸素濃度及び硫化水素濃度の測定方法（2時間）
3. 実技修了試験